# USS Burns (DD-588)
USS Burns (DD-588) là một tàu khu trục lớp Fletcher được Hải quân Hoa Kỳ chế tạo trong Chiến tranh Thế giới thứ hai. Nó là chiếc tàu chiến thứ hai của Hải quân Mỹ được đặt theo tên Hugh Otway Burns (1775–1850), một thuyền trưởng tàu lùng trong cuộc Chiến tranh 1812. Nó hoạt động cho đến hết Thế Chiến II, được cho xuất biên chế năm 1946 và bị đánh chìm như một mục tiêu năm 1974. Burns được tặng thưởng mười một Ngôi sao Chiến trận do thành tích phục vụ trong Thế Chiến II.

## Thiết kế và chế tạo
Burns được đặt lườn tại Xưởng hải quân Charleston ở North Charleston, South Carolina vào ngày 9 tháng 5 năm 1942. Nó được hạ thủy vào ngày 8 tháng 8 năm 1942; được đỡ đầu bởi bà Harry L. Smith, cháu bốn đời của thuyền trưởng Hugh Burns; và nhập biên chế vào ngày 3 tháng 4 năm 1943 dưới quyền chỉ huy của Hạm trưởng, Trung tá Hải quân D. T. Eller.

## Lịch sử hoạt động
Burns đi đến Trân Châu Cảng vào ngày 17 tháng 9 năm 1943, và sau vài tuần thực tập huấn luyện, nó tham gia tác chiến tại Mặt trận Thái Bình Dương. Từ tháng 10 năm 1943 đến tháng 7 năm 1945, ngoại trừ một giai đoạn trong ụ tàu từ tháng 2 đến tháng 4 năm 1945, nó tham gia một loạt các hoạt động trong vai trò hộ tống chống tàu ngầm, cột mốc radar, dẫn đường máy bay chiến đấu và canh phòng giải cứu máy bay cho tàu sân bay.
Burns đã tham gia cuộc không kích lên đảo Wake từ ngày 5 đến ngày 6 tháng 10 năm 1943; Chiến dịch quần đảo Gilbert từ ngày 20 tháng 11 đến ngày 8 tháng 12; Chiến dịch quần đảo Marshall, bao gồm cuộc đổ bộ lên các đảo san hô Kwajalein và Majuro từ ngày 29 tháng 1 đến ngày 8 tháng 2 năm 1944 cùng các không kích lên Truk trong các ngày 16 và 17 tháng 2, không kích lên Palau-Yap-Ulithi-Woleai từ ngày 30 tháng 3 đến ngày 1 tháng 4, và không kích lên Truk-Satawan-Ponape từ ngày 29 tháng 4 đến ngày 1 tháng 5.
Vào ngày 30 tháng 1 năm 1944, sau khi cứu vớt ba phi công Hoa Kỳ bị bắn rơi, Burns ở ngoài khơi đảo san hô Ujae lúc đang quay trở lại cùng đội đặc nhiệm của nó, khi nó bắt gặp một đoàn tàu vận tải nhỏ của Nhật Bản. Trong trận chiến kéo dài 34 phút, nó đã đánh chìm cả bốn tàu đối phương: một tàu hàng nhỏ, một tàu chở dầu cỡ trung, và hai tàu nhỏ chở hàng hoặc hộ tống.
Không lâu sau đó, trong thành phần Đội đặc nhiệm 50.9, Burns tham gia một hoạt động hạm tàu nổi ngoài khơi Truk thuộc quần đảo Caroline vào ngày 17 tháng 2, đánh chìm tàu tuần dương Nhật Bản Katori ở tọa độ 07°45′B 151°20′Đ / 7,75°B 151,333°Đ cùng một tàu đánh cá, trước khi săn đuổi chiếc tàu săn tàu ngầm CH-24 kết liễu nó lúc 16 giờ 55 phút ở tọa độ 07°24′B 150°30′Đ / 7,4°B 150,5°Đ. Sáu thủy thủ Nhật Bản sống sót đã được cứu vớt.
Sau đó Burns tiếp tục tham gia chiến dịch Hollandia từ ngày 21 đến ngày 24 tháng 4; Chiến dịch quần đảo Mariana và Palau từ ngày 15 tháng 6 đến ngày 6 tháng 8, bao gồm bốn đợt không kích lên quần đảo Bonin, Trận chiến biển Philippine, các trận Saipan và trận Guam cùng cuộc không kích lên Palau-Yap-Ulithi; chiến dịch Tây quần đảo Caroline, bao gồm việc chiếm đóng khu vực Nam quần đảo Palau và tấn công lên quần đảo Philippine từ ngày 6 tháng 9 đến ngày 14 tháng 10; cùng Đệ Tam hạm đội không kích lên Okinawa, Luzon và Đài Loan từ ngày 10 tháng 10 đến ngày 14 tháng 11; hỗ trợ cho cuộc đổ bộ lên vịnh Lingayen từ ngày 4 đến ngày 18 tháng 1 năm 1945; và các cuộc đổ bộ lên vịnh Brunei và Balikpapan thuộc Borneo từ ngày 7 tháng 6 đến ngày 7 tháng 7.
Sau khi chiến tranh kết thúc, Burns tiếp tục ở lại khu vực Viễn Đông làm nhiệm vụ chiếm đóng cho đến tháng 12 năm 1945, hoạt động tại Hoàng Hải hỗ trợ cho việc chiếm đóng Triều Tiên và Trung Quốc. Nó rời khu vực Tây Thái Bình Dương vào ngày 29 tháng 12, về đến San Francisco vào ngày 8 tháng 1 năm 1946, rồi được cho xuất biên chế vào ngày 25 tháng 6 năm 1946 và đưa vể lực lượng dự bị tại San Diego. Tên nó được cho rút khỏi danh sách Đăng bạ Hải quân vào ngày 1 tháng 11 năm 1972, và con tàu bị đánh chìm như một mục tiêu vào ngày 20 tháng 6 năm 1974.

## Phần thưởng
Burns được tặng thưởng mười một Ngôi sao Chiến trận do thành tích phục vụ trong Thế Chiến II.